# Music Is Magic
Music Is Magic (no Brasil, A Mágica da Música), é um filme de drama musical dirigido por George Marshall e protagonizado por Alice Faye e Bebe Daniels.

## Sinopse
Diane De Valle (Bebe Daniels) é uma atriz veterana que não aceita o fato de estar envelhecendo. Para tentar esconder isso dos outros, ela encontra um meio de ser substituída por uma atriz mais jovem. Sendo assim, a escolhida é Peggy Harper (Alice Faye), uma jovem atriz que é selecionada para protagonizar no lugar de Diane uma peça que está em produção.

## Elenco
- Alice Faye - Peggy Harper
- Bebe Daniels - Diane De Valle
- Ray Walker - Jack Lambert
- Frank Mitchell - Peanuts Harper
- Jack Durant - Eddie Harper
- Rosina Lawrence - Shirley De Valle
- Thomas Beck - Tony Bennet
- Hattie McDaniel - Amanda

## Trilha sonora
- Honey Chile
  - Escrita por Oscar Levant e Sydney Clare
  - Interpretada por Alice Faye

- Love is Smiling at Me
  - Escrita por Oscar Levant e Sydney Clare
  - Interpretada por Alice Faye

- Music Is Magic
  - Escrita por Arthur Johnston e Sydney Clare
  - Interpretada por Alice Faye

- La Locumba
  - Escrita por Raoul Julien e Sydney Clare
  - Interpretada por Alice Faye